# Kruk (Górowo Iławeckie)
Kruk (deutsch Raaben) war ein Ort in der polnischen Woiwodschaft Ermland-Masuren. Seine Ortsstelle liegt im Bereich der Landgemeinde Górowo Iławeckie (Landsberg) im Powiat Bartoszycki (Kreis Bartenstein), bis 1945 im Kreis Preußisch Eylau in Ostpreußen.

## Geographische Lage
Die Ortsstelle von Kruk liegt im Nordwesten der Woiwodschaft Ermland-Masuren, 22 Kilometer südwestlich der heute auf russischem Territorium gelegenen früheren Kreisstadt Preußisch Eylau (russisch Bagrationowsk) bzw. 24 Kilometer westlich der jetzigen Kreismetropole Bartoszyce (deutsch Bartenstein).

## Geschichte
Um 1350 wurde die am Mühlenteich (polnisch Młynski Staw) gelegene Siedlung Mühle Eydeln gegründet und nach 1432 Mühle Egdeln bzw. Rubsche Mühle, vor 1785 Rabenmühl und erst vor 1820 Raaben genannt. Der aus ein paar kleinen Gehöften  bestehende Ort gehörte als Vorwerk zum Gutsdorf Groß Peisten (polnisch Piasty Wielkie). Am 19. Mai 1886 wurde das Mühlenvorwerk Raaben aus dem Gutsbezirk Groß Peisten im Amtsbezirk Buchholz (polnisch Bukowiec) in die Landgemeinde Glandau (polnisch Glądy) im gleichnamigen Amtsbezirk umgegliedert. Im Jahre 1910 zählte Raaben als Mühlenvorwerk von Glandau 24 Einwohner.
1945 erhielt Raaben die polnische Namensform „Kruk“, als das Dorf mit dem gesamten südlichen Ostpreußen an Polen abgetreten wurde. Kruk wurde in den Nachkriegsjahren nicht regulär besiedelt und galt bald als verlassen. Heute ist es ein untergegangener Ort. Sein Ortsstelle gehört zur Gmina Górowo Iławeckie (Landgemeinde Landsberg) im Powiat Bartoszycki (Kreis Bartenstein), von 1975 bis 1998 der Woiwodschaft Olsztyn, seither der Woiwodschaft Ermland-Masuren zugehörig.

## Religion
Raaben war bis 1945 in das Kirchspiel der evangelischen Kirche Buchholz (polnisch Bukowiec) in der Kirchenprovinz Ostpreußen der Kirche der Altpreußischen Union eingegliedert.

## Verkehr
Die nicht mehr erkennbare Ortsstelle von Kruk resp. Raaben ist über Landwege von Glądy (Glandau) aus zu erreichen.